# Gino Zanna
Gino Zanna, noto anche come Bigontina (Cortina d'Ampezzo, 14 ottobre 1925 – Pieve di Cadore, 3 maggio 2016), è stato un bobbista italiano.
Atleta ampezzano attivo negli anni Cinquanta, vinse i Campionati italiani di bob nel 1957 in coppia con Marino Zardini, mentre l'anno successivo fu vice campione italiano (sempre con Zardini).
Fece parte della Nazionale italiana di bob, partecipando con essa a due Mondiali (St. Moritz 1957 e Garmisch 1958).
Dal 2004 al 2009 fu presidente della sezione di Cortina-Belluno della Associazione Nazionale Atleti Olimpici e Azzurri d'Italia.